# Norme ouverte d'échange entre la maladie et les intervenants extérieurs
La norme ouverte d'échange entre la maladie et les intervenants extérieurs, dite procédure NOEMIE, est un système de télétransmission des dossiers de remboursement entre la sécurité sociale française et l'assurance maladie. Ce système de norme informatique accélère le traitement des dossiers de remboursement des assurés, et évite à l'assuré une procédure supplémentaire.

## Normes
Cette norme comprend plusieurs sous-normes :

### NOEMIE PS (partenaires de santé)
Définit la norme d'échanges informatiques utilisée par les organismes de base pour le retour des informations de paiement ou de rejet des demandes de remboursement émanant des partenaires de santé. Les demandes de remboursement (ou les factures) sont envoyées via la norme IRIS B2.